# Dasychira atrifilata
Dasychira atrifilata är en fjärilsart som beskrevs av George Francis Hampson 1905. Dasychira atrifilata ingår i släktet Dasychira och familjen tofsspinnare. Inga underarter finns listade i Catalogue of Life.